# Roland Kökény
Roland Kökény (24 ottobre 1975) è un canoista ungherese.

## Palmarès

### Olimpiadi
- 1 medaglia:
  - 1 oro (Londra 2012 nel K2 1000 metri)

### Mondiali
- 5 medaglie:
  - 2 ori (Zagabria 2005 nel K2 1000 metri; Szeged 2006 nel K4 1000 metri)
  - 2 argenti (Poznań 2001 nel K4 1000 metri; Gainesville 2003 nel K4 1000 metri)
  - 1 bronzo (Duisburg 2013 nel K2 1000 metri)

### Europei
- 2 medaglie:
  - 1 oro (Zagabria 2012 nel K2 1000 metri)
  - 1 bronzo (Belgrado 2011 nel K2 1000 metri)